# Повіт Ама (Айті)
Пові́т Ама (яп. 海部郡, あまぐん, МФА: [ama guɴ]) — повіт у префектурі Айті, Японія.